# Линейные корабли типа «Нью-Мексико»
Линейные корабли типа «Нью-Мексико» (англ. New Mexico) — тип линкоров флота США. Построено три единицы: «Нью-Мексико», «Миссисипи» (англ. Mississippi) и «Айдахо» (англ. Idaho). Восьмая серия американских дредноутов и третья серия линкоров «стандартного типа». Заложены после типа «Пенсильвания», визуально отличаясь от предшественников изогнутым «клиперским» форштевнем.
Основные изменения коснулись вооружения — более мощные 50-калиберные орудия главного калибра. Изменение числа орудий вспомогательного калибра было связано с постоянным заливанием самых нижних портов, и если «Нью-Мексико» и «Миссисипи» при вступлении в строй несли 22 127-мм/51 орудия, то «Айдахо» сразу имел только 14 орудий.
Головной корабль серии был выбран в ноябре 1914 секретарём флота для установки опытной турбоэлектрической энергетической установки. В результате «Нью-Мексико» отличался от систершипов сниженным расходом топлива, что ценилось в американском флоте и впоследствии привело к оснащению подобной установкой линкоров следующих типов.

## Конструкция
Головной корабль получил турбоэлектрическую установку. Больше боевых кораблей с турбоэлектрической ЭУ никто, кроме США, не строил. Ещё один шаг в развитии американских «стандартных» линкоров. При проектировании толщину главного пояса увеличивали до 356 мм, а главной броневой палубы (лежащей поверх пояса) до 127 мм. Но корабль теперь сидел слишком глубоко, а лишние полдюйма брони пояса отодвигали ближнюю границу зоны неуязвимости всего от 12 350 до 11 500 метров, а 127-мм бронепалуба показалась излишне толстой — дистанция, на которой снаряды могли её пробить, лежала далеко за пределами действенного артиллерийского огня. Проект сочли дорогим и не практичным. В целях экономии решили усилить защиту по минимуму: поднять толщину траверзов цитадели с 320 до 343 мм и главной бронепалубы до 89 мм. Экипаж по штату состоял из 55 офицеров (на «Нью-Мексико» 58) и 1026 прочих чинов.

### Корпус
Главное внешние отличие от предшественников — далеко выдающийся верхней частью вперед изогнутый «клиперский» форштевень с тремя бесштоковыми якорями в огромных клюзах. Архитектура кораблей отличалась простотой. Решетчатые мачты, дымовая труба, овальная в плане боевая рубка, небольшая носовая надстройка со складывающимися крыльями ходового мостика, пара вентиляционных раструбов и всё.

### Бронирование
Настил главной палубы из 70-фунтового (43,8 мм) слоя никелевой стали (NS) защищался 70-фунтовым (43,8 мм) слоем стали специальной закалки (STS) итоговая толщина 88 мм. Под главной броневой палубой располагалась противоосколочная палуба. Поверх настила палубы из 20-фунтовых (12,4 мм) листов стали STS лежал один слой плит 40-фунтовой стали STS толщиной 24,9 мм, итоговая толщина составляла, таким образом, 37,3 мм, скосы этой палубы имели бронирование 49,8 мм: слой 60-фунтовой стали STS поверх 20-фунтового (12,4 мм) настила мягкой стали. Эта палуба продлевалась в корму от цитадели двухслойными плитами толщиной 114 STS + 44,5 мм, с такими же скосами, компенсировавшими отсутствие здесь бортовой брони, и заканчивалась за отсеком рулевого привода 203-343-мм траверзом. Барбеты башен главного калибра выше броневой палубы имели толщину 330 мм и 114 мм выше противоосколочной палубы, где дополнительной защитой служили бортовая и палубная броня. Толщина лобовых плит башен составляла 456 мм. Башни имели толщину брони 254—229 мм с боков, 229 мм с тыла и имели 127-мм крыши.
Система ПТЗ была очень мощная, но не эффективная. Она включала главную противоторпедную переборку из двух 37-мм слоев (STS+NS) и двух тонких фильтрационных (7 и 9 мм), общая ширина 5,38 м. Расстояние ПТП от борта было вдвое меньше, что вместе с наличием между ними только одного пустого отсека явно не давало надежной защиты от торпед и мин. Толщина обшивки борта составляла 16-мм.

### Вооружение
Главное вооружение линкоров состояло из двенадцати 356-мм орудий с длиной ствола 50 калибров. Угол подъёма был ограничен 15 градусами, максимальная дальность составляла 24 000 ярдов (21 946 м), позволяя вести бой на дальних дистанциях. Они размещались в четырёх строенных линейно-возвышенных башнях. Новые 356-мм орудия Mk7, имевшие на 17 % большую дульную энергию, получились на 15 тонны тяжелее предыдущего. При этом за счёт большей, чем у 45-калиберного, на 64 м/с начальной скорости бронепробиваемость тем же снарядом на дистанции в 9140 м (10 000 ярдов) значительно (на 51 мм по вертикальной броне) возросла. Обе 14" системы (в особенности 50-калиберная модель) представляли собой развитие принципа «высокая начальная скорость/облегчённый снаряд». Живучесть ствола составляла 175 выстрелов полным зарядом (при боекомплекте 100). Каждая башня имела 10-метровый дальномер. 343-мм пояс «стандартного» американского линкора 356-мм снаряд пробивал с дистанции менее 13 000 м.
Первоначально установили 22 127-мм орудия, но вскоре восемь орудий под верхней палубой и полубаком, которые в открытом море все равно были бесполезны из-за сильной заливаемости, сняли, а порты заделали.
Оставшаяся батарея из 127-мм орудий на них была более «сухой» чем на «Пенсильвании» за счёт расположения большинства стволов в надстройках. Орудия не имели щитов.

### Энергетическая установка
Все корабли имели девять нефтяных котлов «Бабкок & Уилкокс» (давление 19,6 атм), размещённых в трёх котельных отделениях. Линкор-турбоэлектроход «Нью-Мексико» имел два турбоагрегата Кертис, которые приводили во вращение два 12 500-киловаттных (25 000 кВт, 33 525 л. с.) генератора двухфазного переменного тока. Ток под напряжением 4242 В подавался на 4 электромотора мощностью по 5127 кВт (20 500 кВт, 27 500 л. с.), которые и вращали гребные валы. На полной мощности роторы генераторов, напрямую связанные с турбинными, вращались со скоростью 2100 об/мин., а гребные винты — со скоростью всего 173 об/мин.
Остальные корабли имели четыре прямодействующих турбины (Кертис на «Миссисипи» и Парсонса на «Айдахо») общей мощностью 32 000 л. с., работавших на четыре гребных вала.
Испытания механизмов показали явное преимущества «Нью-Мексико». На 17 узлах он расходовал 187 т топлива в сутки (только на главные механизмы) против 226 т на «Миссисипи» и 245 т на «Айдахо». «Нью-Мексико» с чистым днищем мог пройти 6400 миль 12-узловым ходом или 2414 миль 20-узловым (через год после докования соответственно 5120 и 1931).

## Модернизации

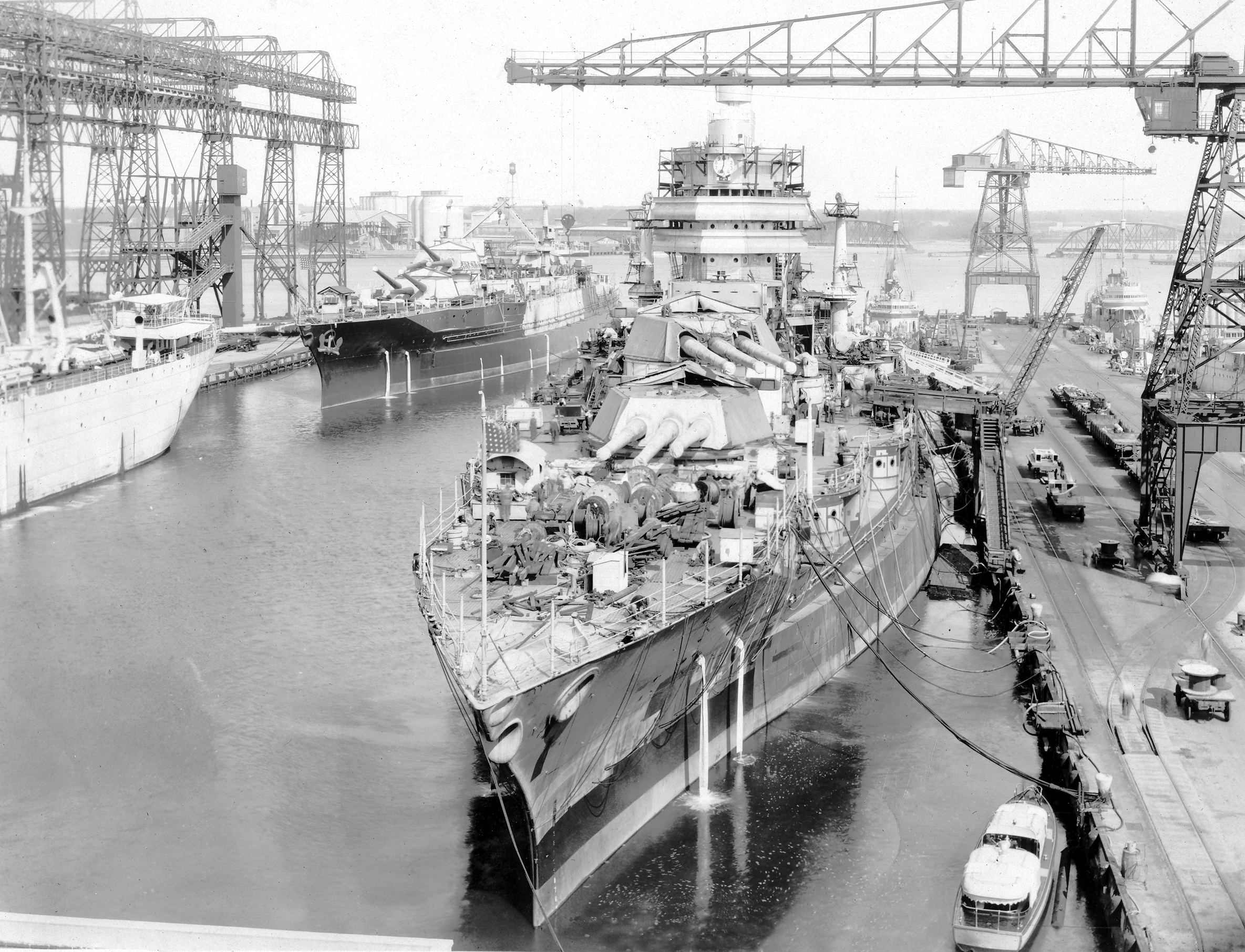
USS Mississippi (BB-41) и USS Idaho (BB-42) на верфи в мае 1933 году

Средства на модернизацию типа «Нью-Мексико» выделялись начиная с 1931-го финансового года.
Линкоры прошли наиболее обширную модернизацию среди всех линкоров США. По верх главной бронепалубы положили 51-мм (80-фунтовые, суммарно 220#) плиты из стали STS, а противоосколочную — 30,5-мм (50#) плиты той же стали.
На всех трёх кораблях полностью заменили энергетическую установки, решив сделать одинаковыми. Поскольку появились були и увеличилась ширина до 32,4 м, то для сохранения 21-узловой скорости мощность нужно повысить до 40 000 л. с. При водоизмещении 37 000 т скорость ожидалась 21,3 узла. Девять прежних котлов заменили новыми с трубками малого диаметра: «Нью-Мексико» получил четыре котла Уайт-Форстер (давление пара 21 атм, температура 472 °F), остальные два — по шесть Бюро Экспресс (21 атм, 422 °F). Установили по четыре турбозубчатых агрегата Вестингхауз, все четыре турбогенератора заменили на новые мощностью по 400 кВт. На испытаниях после модернизации «Нью-Мексико» при водоизмещении 36 985 т и мощности 44 044 л. с. развил скорость 21,8 узла. «Миссисипи» показал следующий результат − 21,68 узла при водоизмещении 36 977 т.
Снаружи от прежней противоторпедной переборки появилась ещё одна толщиной 19 мм, корабли получили були с 16-мм внешними стенками и глубиной по 1,35 м, по длине выходившие за концы пояса. Общая глубина ПТЗ теперь составила 6,7 м. Несмотря на большую ширину и массу противоторпедная защита оставляла желать лучшего, могла выдержать лишь взрыв 189 кг тротила, что было не только меньше, чем у линкоров нового поколения, но и не дотягивала до «Нагато» до модернизации (200 кг). По всей длине були разделялись горизонтальной перемычкой на уровне нижней кромки скоса протиооскочной палубы. Причем, если полость буля оставалась пустой, то следующие три отсека заполнялись жидким топливом, а последний — снова пустой. Запасы резервной воды для котлов хранились в тройном дне. За океаном при модернизации «Конго» в целях обеспечения улучшенной подводной защиты в районе артиллерийских погребов и машинных отделений вдоль бортов — внутри или прямо поверх обшивки корпуса навешивалось от трех до четырёх слоев 25,4-мм плит из высокопрочной стали «НТ» (High Tensile steel). В районе котельных отделений устанавливалась подводная защита из продольных переборок толщиной 76 мм — данная защита была способна противостоять взрыву 200-кг заряда.

## Служба
| Название                | Верфь                             | Закладка        | Спуск на воду  | Вступление в строй | Судьба                  |
| ----------------------- | --------------------------------- | --------------- | -------------- | ------------------ | ----------------------- |
| USS New Mexico (BB-40)  | New York Navy Yard                | 14 октября 1915 | 23 апреля 1917 | 20 мая 1918        | списан 25 февраля 1947  |
| USS Mississippi (BB-41) | Newport News                      | 5 апреля 1915   | 25 января 1917 | 18 декабря 1917    | списан 17 сентября 1956 |
| USS Idaho (BB-42)       | New York Shipbuilding Corporation | 20 января 1915  | 30 июня 1917   | 24 марта 1919      | списан 16 сентября 1947 |

Только что вступившие в строй линкоры оказывались явно не у дел при сравнении с коллегами, вооруженными 406-мм орудиями. Только из-за Вашингтонского соглашения корабли постройки последних лет войны, в том числе «Нью-Мексико», «Миссисипи» и «Айдахо», как бы приобретали вторую жизнь.
В виду предстоящих обстрелов берега, когда большее значение приобретала живучесть ствола, а не дальность стрельбы, стволы ГК заменили. Начальная скорость снаряда уменьшилась на 30,5 м/с и составила 823 м/с для 635 кг бронебойного снаряда, масса орудия уменьшилась на 2 тонны, зато живучесть повысилась до 225 выстрелов. Само орудие получило обозначение Mark11. В конце 20-х орудия получили новые снаряды, вес (бронебойного/фугасного) 680/578 кг начальная скорость 800/861 м/с.
К октябрю 1945 года «Нью-Мексико» и «Айдахо» вернулись на восточное побережье США, где оба они были выведены из эксплуатации. Первоначально планировалось оставить их в резервном флоте, но в 1947 году они были исключены из военно-морского реестра и проданы на металлолом. «Миссисипи» пережила послевоенное сокращение численности военно-морского флота за счёт переоборудования в артиллерийский учебный и опытовый корабль, сменивший в этой роли линкор «Вайоминг».

## Оценка
Поскольку американцы в статью «бронирование» не включали вес броневых палуб, долгое время существовала легенда об слабости защиты американских линкоров. Другая легенда касалась толщины пояса — его постоянно «повышали» от типа к типу и последним линкорам приписывалась 356-мм, 406-мм и даже 457-мм броня цитадели. В обоих случаях американцы, по вполне понятным причинам, не стремились опровергать сложившееся мнение и это приводило к постоянным ошибкам в технической литературе. Не избежали их даже такие авторитетные специалисты как Брейер и Лентон, известные своими справочниками, изданными в 60-х и 70-х годах. Но всех перещеголял ежегодник «Jane’s Fighting Ships», который с самого начала даже типам «Пенсильвания» и «Нью-Мексико» приписывал 356-мм пояс. С 80-х авторы палубы стали включать в вес брони. Особенно вес брони увеличился у «Невады» и «Пенсивании» у которых посчитали «собаку вместе с будкой»: вместе с бронепалубой добавили подложку, крепёж и переборки — то что других странах входит в весовую статью корпус. Появилась легенда, что первые два стандартных типа почти не уступали в защите остальным, у некоторых авторов эта легенда жива до сих пор.
Одна из субъективных оценок полезности линейных кораблей типа «Нью-Мексико» в ряду современников.
| Характеристики линкоров на момент ввода в строй                                  | Характеристики линкоров на момент ввода в строй | Характеристики линкоров на момент ввода в строй | Характеристики линкоров на момент ввода в строй | Характеристики линкоров на момент ввода в строй | Характеристики линкоров на момент ввода в строй | Характеристики линкоров на момент ввода в строй | Характеристики линкоров на момент ввода в строй | Характеристики линкоров на момент ввода в строй |                      |
|                                                                                  | «Нью-Йорк»                                      | «Невада»                                        | «Пенсильвания»                                  | «Нью-Мексико»                                   | «Фусо»                                          | «Исэ»                                           | «Куин Элизабет»                                 | «Байерн»                                        | Удельный вес фактора |
| -------------------------------------------------------------------------------- | ----------------------------------------------- | ----------------------------------------------- | ----------------------------------------------- | ----------------------------------------------- | ----------------------------------------------- | ----------------------------------------------- | ----------------------------------------------- | ----------------------------------------------- | -------------------- |
| Артиллерия                                                                       | 7                                               | 6                                               | 8,5                                             | 9                                               | 9                                               | 9                                               | 10                                              | 9                                               | 4                    |
| Управление огнём                                                                 | 5                                               | 5                                               | 6                                               | 6                                               | 6                                               | 6                                               | 6                                               | 7                                               | 4                    |
| Средний калибр                                                                   | 5                                               | 5                                               | 5                                               | 7                                               | 7                                               | 10                                              | 7                                               | 7                                               | 2                    |
| Бронирование                                                                     | 6                                               | 7,5                                             | 8,5                                             | 10                                              | 7                                               | 7                                               | 7                                               | 8                                               | 4                    |
| Подводная защита                                                                 | 3                                               | 2                                               | 4                                               | 5                                               | 5                                               | 5                                               | 4                                               | 6                                               | 2                    |
| Тактические характеристики (устойчивость, борьба за живучесть, скорость и т. п.) | 8                                               | 7                                               | 8                                               | 8                                               | 8,5                                             | 9                                               | 10                                              | 9                                               | 2                    |
| Оперативные факторы (дальность, мореходность, удобство обслуживания и т. п.)     | 8                                               | 7                                               | 8                                               | 8                                               | 9                                               | 10                                              | 8                                               | 7                                               | 1                    |
| Общая взвешенная оценка                                                          | 112                                             | 111                                             | 134                                             | 146                                             | 136                                             | 144                                             | 140                                             | 144                                             |                      |

| Сравнительные характеристики линкоров | Сравнительные характеристики линкоров | Сравнительные характеристики линкоров | Сравнительные характеристики линкоров | Сравнительные характеристики линкоров | Сравнительные характеристики линкоров | Сравнительные характеристики линкоров |
| ------------------------------------- | ------------------------------------- | ------------------------------------- | ------------------------------------- | ------------------------------------- | ------------------------------------- | ------------------------------------- |
|                                       | «Ривендж»                             | «Байерн»                              | «Исэ»                                 | «Фусо»                                | «Пенсильвания»                        | «Нью-Мексико»                         |
| Год закладки                          | 1913                                  | 1913                                  | 1915                                  | 1912                                  | 1913                                  | 1915                                  |
| Год ввода в строй                     | 1916                                  | 1916                                  | 1917                                  | 1915                                  | 1916                                  | 1918                                  |
| Стоимость                             |                                       | 49 млн марок                          |                                       |                                       |                                       |                                       |
| Водоизмещение нормальное, т           | 27 885                                | 28 448                                | 31 260                                | 30 600                                | 31 902                                | 32 514                                |
| Полное, т                             | 31 496                                | 32 200                                | 36 500                                | 35 900                                | 33 088                                | 33 530                                |
| Номинальная мощность СУ, л. с.        | 40 000                                | 35 000                                | 45 000                                | 40 000                                | 31 500                                | 32 000                                |
| Скорость, узлы                        | 22                                    | 22                                    | 23                                    | 22,5                                  | 21                                    | 21                                    |
| Дальность, миль (на скорости, узлы)   | 5000 (12)                             | 5000 (12)                             | 9860 (14)                             | 8000 (14)                             | 6070 (12)                             | 8000 (10)                             |
| Бронирование, мм                      |                                       |                                       |                                       |                                       |                                       |                                       |
| Пояс                                  | 330                                   | 350                                   | 305                                   | 305                                   | 343                                   | 343                                   |
| Башни, лоб                            | 330                                   | 350                                   | 305                                   | 305                                   | 406                                   | 406                                   |
| Барбеты                               | 254                                   | 350                                   | 305                                   | 305—203                               | 330                                   | 330                                   |
| Рубка                                 | 280                                   | 350                                   | 305                                   | 305                                   | 406                                   | 406                                   |
| Палуба                                | 76-51                                 | 100—70                                | 76—(34+31)                            | 76—32                                 | 114-75                                | 114-89                                |
| Вооружение                            |                                       |                                       |                                       |                                       |                                       |                                       |
| Главный калибр                        | 4×2×381 мм/42                         | 4×2×380 мм/45                         | 6×2×356 мм/45                         | 6×2×356 мм/45                         | 4×3×356 мм/45                         | 4×3×356 мм/50                         |
| Вспомогательный                       | 14×152 мм/45 2×76 мм                  | 16×150 мм/45 2×88 мм/45               | 20×140 мм/50 4×76 мм                  | 16×152 мм/50 4×76 мм                  | 22×127 мм/51 4×76,2 мм                | 14×127 мм/51 4×76,2 мм                |
| Торпедное вооружение                  | 4×533 мм ТА                           | 5×600 мм ТА                           | 6×533 мм ТА                           | 6×533 мм ТА                           | 2×533 мм ТА                           | 2×533 мм ТА                           |

Линкоры типа «Нью-Мексико» прошли наиболее полную довоенную модернизацию среди всех американских линкоров.
Их главную бронепалубу усилили 50-мм плитами STS (суммарно стало 137 мм), а нижнюю — 31,1-мм плитами той же стали (стало 69 мм) и только их защита смогла удовлетворить новым требованиям.
Благодаря проведенной модернизации и отсутствие модернизации «Большой Пятерки» корабли типа «Нью-Мексико» считались самыми сильными и эффективными линкорами на американском флоте вплоть до вступления в строй «Норт Кэролайн» и «Вашингтона».
Приблизительно одновременно с их вводом в строй концепция линейного корабля-дредноута с 21-узловой скоростью устарела и специалистов стали интересовать вновь проектируемые быстроходные линкоры.